# César Toro Montalvo
César Toro Montalvo (Chiclayo, 22 de diciembre de 1947) es un poeta, escritor, ensayista, historiador literario y profesor universitario peruano que pertenece a la Generación del 70.

## Biografía
Tenía un año de edad cuando su madre se lo llevó a Lima. Desde entonces vive en el distrito de Magdalena del Mar. Cursó sus estudios escolares en la Gran Unidad Escolar Ricardo Bentín y sus estudios superiores en la Universidad Inca Garcilaso de la Vega. Tiene estudios de Maestría en Literaturas Hispánicas en la Pontificia Universidad Católica del Perú (1983) y de Maestría en Literatura Peruana y Latinoamericana en la Universidad Nacional Mayor de San Marcos (1990). En esta última se doctoró en Literatura con la tesis «Introducción a la poesía de Octavio Paz» (1995).
Ha ejercido la docencia en la Universidad Nacional de Educación Enrique Guzmán y Valle, en la Universidad María Inmaculada del Perú y la Universidad Inca Garcilaso de la Vega, dictando las cátedras de Literatura universal, Literatura española, Literatura hispanoamericana y Literatura peruana. También en algunas universidades del exterior como catedrático visitante.
Representó al Perú en los festivales de poesía de Medellín, Las Palmas de Gran Canaria, Trieste y La Habana.
Miembro fundador de la Asociación Peruana de Literatura Infantil y Juvenil (APLIJ).
Fundador y director de las revistas literarias Mabú (1971-1973) y Oráculo (1980-1983). Actualmente es director de la Revista Hispanoamericana de Literatura.

## Publicaciones

### Poesía
- Mágicas y Mabú el meleno de la guitarra (1970)
- Las crías de los huevos de mármol (1972), con prólogo de Xavier Abril, y traducida al francés por el poeta belga Marcel Hennart.
- Especímenes, poesía visual (1977)
- Torres y praderas de Machu Picchu (1980)
- El libro del tío Gorrión (1983). Premio Municipalidad de Lima 1982.
- Sabor de la cascada (1986)
- Rey de damas (compilación de su poesía en prosa, 1986)
- Crisantemos (1986)
- Arte de soñar. Poesías completas (1970-1990) (1994)
- Retrato memorable (1998)
- Bestiario. Reyes, astros y enanos (1999)
- Poeta en su tinta. Antología personal (2001)
- Mantra de las aves (Las Palmas de Gran Canaria, España, 2001)
- Bóveda de la tierra (2002)
- Desde la vida inmensa (2007)
- Astronomía (2011).

### Ensayo, historia literaria y antología
- Antología de la poesía peruana del siglo XX (años 60/70) (1978)
- Antología mínima de Vicente Azar (1981)
- Antología general de la poesía peruana infantil (1983)
- Poesía visual peruana (1986)
- Guía de la literatura peruana (1986)
- Panorama de la literatura hispanoamericana (1986)
- Literatura precolombina (1988)
- Antología de Lambayeque (1989)
- Los garcilasistas (1989)
- Literatura peruana. Inca-colonial (1989)
- Literatura peruana. Emancipación-modernismo (1989)
- Literatura peruana siglo XX (1989)
- Manual de literatura peruana'' (1990; 1996; y 2012), la última edición es de 3 tomos, con un total de 2752 páginas.
- La pequeña cámara de Eguren (1990)
- Mitos y leyendas del Perú (3 tomos, 1990)
- Poesía peruana del 70. Generación vanguardista (1991)
- Literatura peruana. De los incas a la época contemporánea (1994)
- Cómo enseñar literatura (1994)
- Poesía precolombina (2 tomos, 1996).
- Historia de la literatura peruana (13 tomos, 1996).
- Historia de la literatura hispanoamericana (8 tomos).

Ha publicado en edición restringida: 
- Literatura vanguardista en el Perú (1995), en cinco volúmenes
- Grandes obras maestras. Resúmenes (1998), en cuatro volúmenes: Literatura peruana, Literatura hispanoamericana, Literatura española y Literatura universal.
- Poesía peruana contemporánea. Antología crítica (2 tomos, 2002-2003)
- Diccionario general de las letras peruanas (2004).

## Historia de la literatura peruana
Su obra más celebrada es la monumental Historia de la literatura peruana, en 13 tomos, elaborada desde 1970 y publicada en 1996. Comprende los siguientes títulos:
- Tomo 1: Inca y quechua.
- Tomo 2: Colonia.
- Tomo 3: Emancipación.
- Tomo 4: Costumbrismo-literatura negra del Perú.
- Tomo 5: Romanticismo.
- Tomo 6: Realismo y naturalismo.
- Tomo 7: Modernismo.
- Tomo 8: Literatura Aimara.
- Tomo 9: Literatura amazónica.
- Tomo 10: Siglo XX-Poesía-Teatro (1900-1995), primera parte.
- Tomo 11: Siglo XX-Poesía-Teatro (1900-1995), segunda parte.
- Tomo 12: Siglo XX-Narrativa-ensayo (1900-1995), primera parte.
- Tomo 13: Siglo XX-Narrativa-ensayo (1900-1995), segunda parte.

Sobre esta obra, el crítico Ricardo González Vigil ha dicho lo siguiente: «La Historia de la literatura peruana de César Toro Montalvo será una obra que se constituirá en una Historia monumental de carácter totalizador, que se podría parangonar con La literatura peruana de Luis Alberto Sánchez, y Literatura peruana de Augusto Tamayo Vargas.»
Otra labor reconocida es la recopilación de numerosos textos mitológicos, leyendas y cuentos del Perú, reunidos en Mitos y leyendas del Perú (3 tomos, 1990), trabajo en el que todavía persiste. Muchos de esos textos fueron recogidos oralmente a lo largo y ancho del Perú.